# Ebenezer (nome)
Ebenezer  è un nome proprio di persona inglese maschile.

## Varianti
- Maschili: Benezer[2]
  - Ipocoristici: Eben[1][2]

## Origine e diffusione
Riprende il nome di un luogo citato nell'Antico Testamento, dove gli israeliti combatterono due battaglie contro i filistei, e dove Samuele costruì successivamente un monumento (1Sa4:1-11 e 7:2-14); etimologicamente, il toponimo è ebraico, da בֶן הָעָזֶר (Eben-haezer), che vuol dire "pietra dell'aiuto".
Cominciò ad essere usato dai Puritani nel XVII secolo; in seguito venne adoperato da Charles Dickens per Ebenezer Scrooge, il protagonista del suo romanzo Canto di Natale, un personaggio che, almeno nel Regno Unito, ha generalmente ridotto l'uso del nome.

## Onomastico
Il nome è adespota, cioè non è portato da alcun santo, quindi l'onomastico si festeggia il 1º novembre, giorno di Ognissanti.

## Persone

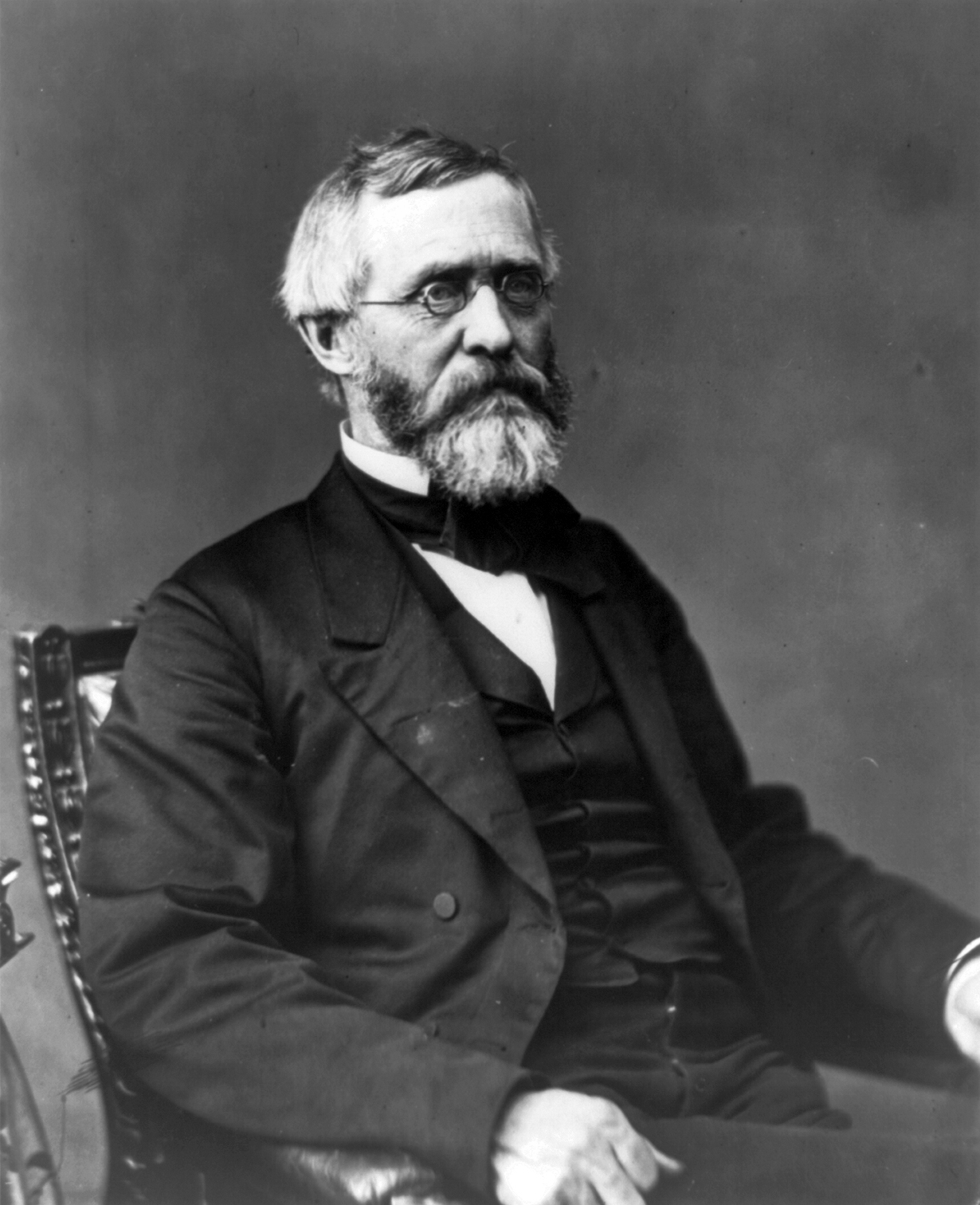
Ebenezer Rockwood Hoar

- Ebenezer Assifuah, calciatore ghanese
- Ebenezer Ekuban, giocatore di football americano ghanese
- Ebenezer Howard, urbanista britannico
- Ebenezer Cobb Morley, dirigente sportivo britannico
- Ebenezer Ofori, calciatore ghanese
- Ebenezer W. Peirce, generale statunitense
- Ebenezer Rockwood Hoar, politico statunitense

### Variante Eben
- Eben Moglen, accademico statunitense

## Il nome nelle arti
- Eben Hopwil è un personaggio della serie di romanzi La Ruota del Tempo, scritta da Robert Jordan.
- Ebezener Le Page è il protagonista del romanzo di Gerald Basil Edwards The Book of Ebenezer Le Page.
- Ebenezer Scrooge è un personaggio del romanzo di Charles Dickens Canto di Natale.
- Ebeneezer Von Clutch è un personaggio della serie di videogiochi Crash Bandicoot.